# Lada Sport
Lada Sport – rosyjski fabryczny zespół wyścigowy stworzony w 2009 roku, kiedy to koncern Łada stał się czwartym producentem klasyfikowanym w mistrzostwach World Touring Car Championship (obok SEATa, BMW oraz Chevroleta). Zespół powstał na bazie ekipy Russian Bears Motorsport, startującej w World Touring Car Championship w 2008 roku. W 2009 roku jedyne punkty dla zespołu zdobył James Thompson, który był dwukrotnie szósty podczas włoskiej rundy. W latach 2010–2012 koncern wycofał się z serii jako konstruktor, a z jego samochodów korzystała ekipa Lukoil Racing. w sezonie 2013 roku ekipa była obok Hondy jednym z dwóch producentów. Zespół korzystał z samochodu Łada Granta 1.6T. Jednakże tylko James Thompson sporadycznie zdobywał punkty. Dorobek 601 punktów dał koncernowi drugie miejsce w klasyfikacji producentów.